# Sadd-e Cham-e Gardān
Sadd-e Cham-e Gardān (persiska: سدّ چم گردان) är en dammbyggnad i Iran.   Den ligger i provinsen Ilam, i den västra delen av landet, 500 km sydväst om huvudstaden Teheran. Sadd-e Cham-e Gardān ligger 979 meter över havet.
Terrängen runt Sadd-e Cham-e Gardān är huvudsakligen kuperad, men åt sydväst är den bergig. Sadd-e Cham-e Gardān ligger nere i en dal. Runt Sadd-e Cham-e Gardān är det glesbefolkat, med 15 invånare per kvadratkilometer. Närmaste större samhälle är Īlām, 17,1 km norr om Sadd-e Cham-e Gardān. Omgivningarna runt Sadd-e Cham-e Gardān är i huvudsak ett öppet busklandskap.